# Neuropèptid

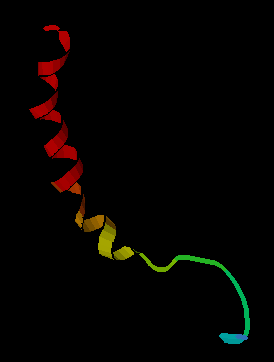
Neuropèptid Y

Els neuropèptids són petites molècules semblants a proteïnes d'un enllaç peptídic de dos o més aminoàcids. Els fan servir les neurones per comunicar-se unes amb les altres.
Es diferencien de proteïnes per la seva longitud, i que s'originen per transducció sinàptica cerebral. S'han seqüenciat al voltant de cent neuropèptids de fonts biològiques. El dimensió pot variar des de dos aminoàcids, com la carnosina, fins més de 40 (CRH Corticotropin-releasing hormone hormona alliberadora de corticotropina). Tenen funció cerebral tant estimulant com inhibidora. Produieixen sia analgèsics, gana, son, etc. Les funcions són: mecanismes nerviosos de l'aprenentatge i la memòria; regulacíó de la ingesta de menjar i beguda; comportament sexual i control del dolor
Els neuropèptids (neuromoduladors o cotransmisors) es divideixen en quatre grups:
- Factors d'alliberament hipotalàmics (TRH, CRF, somatostatina)
- Pèptids hipofisiaris (ACTH, oxitocina, prolactina…)
- Pèptids de l'aparell digestiu (substància P)
- Grup eclèctic (endorfines, encefalines, angiotesina II)

Transmisors d'acció ràpida i molècula petita
Són els que produeixen les respostes més immediates del sistema nerviós, com la transmissió de senyals sensitives cap a l'encèfal i de senyals motors cap als músculs. 
CLASSE I
- Acetilcolina

CLASSE II: Amines
- Noradrenalina
- Adrenalina
- Dopamina
- Serotonina
- Histamina

CLASSE III: aminoàcids 
- Àcid gamma-aminobutíric (GABA)
- Glicina
- Glutamat
- Aspartat

CLASSE IV
- Òxid nítric (NO)